# Хардкор-панк
Хардкор-панк, також хардкор, хард-кор, гардкор (англ. hardcore punk, hardcore, hard core, hard-core) — підвид панку, який зародився у США  наприкінці 1970-х років. На відміну від звичайного панк-року є важчим, швидшим та агресивнішим. З 1970-х років стиль зазнав значних змін та поділився на багато підвидів, проте залишились гурти, звучання яких схоже на старий хардкор-панк. Хардкор-гурти «старої школи» зазвичай є некомерційними та андеграундовими
Головна тематика пісень — особистісна свобода, анархія, політика (зазвичай мають радикальні ліві погляди), соціальні аспекти, насильство, пропаганда здорового способу життя, вегетаріанство. Напрям значно вплинув на розвиток важкої музики 1980-х і 1990-х років.
Найпершими представниками вважаються Black Flag, Circle Jerks, Teen Idles, Minor Threat, Jerry's Kids, Disclose та інші.
Серед українських виконавців хардкору можна назвати Ірену Карпу та гурт Quarpa (Івано-Франківськ), ZSUF (Тернопіль), Андрія Капусту , The Nineya (Вінниця), ВСГД (Хмельницький), Ratbite (Львів) та багато та інших.